# 2004 FH
2004 FH – planetoida o średnicy ok. 30 m i masie 2,8×107 kg, należąca do grupy Atena. Została odkryta 16 marca 2004 roku w programie LINEAR.

Przelot planetoidy 2004 FH, obiekt który na krótko pojawia się na końcu animacji to sztuczny satelita

18 marca 2004 ok. godz 22:00 czasu uniwersalnego planetoida minęła Ziemię w odległości ok. 43 000 km. Jej jasność wizualna osiągnęła wtedy ok. 10m.
Obiekt ten w swoim ruchu orbitalnym przelatuje blisko Ziemi i Wenus, a ponieważ płaszczyzna jego orbity prawie pokrywa się z płaszczyzną orbity Ziemi, oznacza to, że 2004 FH będzie ponownie przelatywać w pobliżu naszej planety.